# (4847) Amenhotep
(4847) Amenhotep (6787 P-L) – planetoida z pasa głównego asteroid okrążająca Słońce w ciągu 3,19 lat w średniej odległości 2,17 j.a. Odkryta 24 września 1960 roku.